# Romy Pansters
Romy Pansters (22 april 1996) is een Nederlands paralympisch zwemster, waarin ze uitkomt in de klasse S8. 
In 2006 kreeg Pansters acute dwarslaesie.
Ze begon met zwemmen na haar revalidatie bij ZV Valkenburg, in 2008, en kwam zo bij de nationale selectie. 
In 2012 kwam ze voor Nederland uit op de Paralympics 2012 in Londen.